# Leyla Adamyan
Leyla Vladimirovna Adamyan (transliteración de en armenio: Լեյլա Վլադիմիրի Ադամյան: Լեյլա Վլադիմիրի Ադամյան, en ruso: Ле́йла Влади́мировна Адамя́н: Ле́йла Влади́мировна Адамя́н; 20 de enero de 1949, Tiflis) es una obstetra y ginecóloga rusa, doctora en ciencias médicas, profesora. 
Fue Jefa del Departamento de Operativo de Ginecología del Kulakov Centro de Estudios de Obstetricia, Ginecología y Perinatología. Jefa obstetra y ginecóloga de la Federación rusa.

## Honores
Miembro académica de la Academia de Ciencias Médicas (2004; Miembro Correspondiente de 1999). Académica de la Academia rusa de Ciencias (2013).  Honorable Trabajadora de Ciencia (2002). Ganadora del Premio de Gobierno ruso (2001).
Orden otorgado "Orden al Mérito por la Patria"  de 3.ª (2014) y 4.ª clase (2009)

## Familia
Es viuda del cirujano, y académico Arnold Aramovich Adamyan (1935-2012). Tiene dos hijas:
- Assia Stepanian Arnoldovna (1970)
- Agnes Osipova Arnoldovna (1971) Las dos ginecólogos y cinco nietos: Michael, Catherine, Leila y Edward, Natasha.

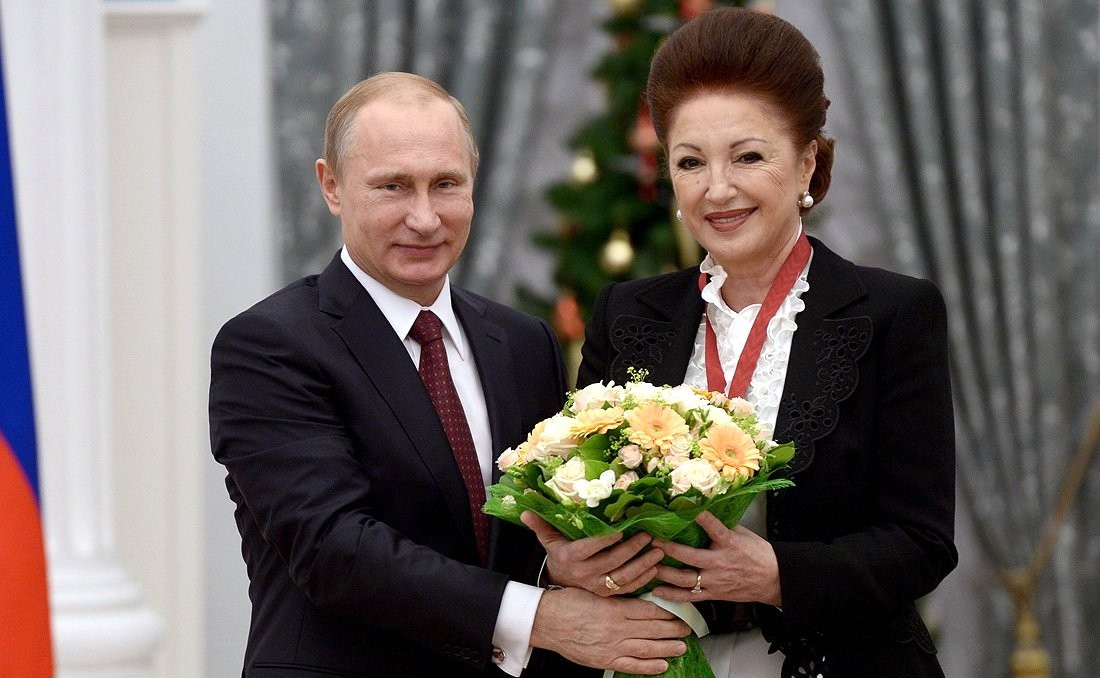